# Ludwig Zausinger
Ludwig Zausinger (* 24. Februar 1929; † 2. März 2013 in München) war ein deutscher Fußballspieler. Er spielte von 1950 bis 1961 für den TSV 1860 München. Der anfängliche Rechtsaußen und spätere rechte Außenläufer im damaligen WM-System kam in dieser Zeit auf 159 Ligaspiele (17 Tore) in der Oberliga Süd sowie 90 Spiele (22 Tore) in der 2. Liga Süd.

## Laufbahn
Der kleine Niederbayer folgte 1950 dem Ruf eines weiteren Landshuters, des damaligen Trainers Max Schäfer, und wechselte von der SpVgg Landshut aus der Landesliga Bayern zu den „Löwen“ von 1860 in die Oberliga Süd. Der Neuzugang aus Landshut debütierte sofort am ersten Rundenspieltag, dem 20. August 1950, bei einem 2:0-Heimerfolg gegen Schwaben Augsburg bei den Weiß-Blauen auf Rechtsaußen in der Oberliga Süd. Damit hatte sich am rechten Flügel ein legendäres Paar gefunden: Zausinger und der 1,66 m große Halbstürmer Kurt Mondschein erhielten den Beinamen „Zwergerl-Sturm“ und wurden wegen ihrer Klasse zudem auch die „Wunder-Stumpen“ genannt. In seiner ersten Oberligasaison erreichten die „Löwen“ mit 97:67 Toren den 6. Rang im Süden und hatten damit die meisten Tore erzielt. Zumeist trat 1860 in der Angriffsbesetzung mit Zausinger, Mondschein, Otto Thanner, Max Link, Helmut Fottner (18 Tore) und Kurt Lauxmann dabei an. Herausragend war der 6:0-Auswärtserfolg am 9. Dezember 1950 beim späteren Meister 1. FC Nürnberg, wo dem Rechtsaußen auch ein Tor gelang. In seiner Debütrunde lief Zausinger in 28 Ligaspielen auf und erzielte fünf Tore.
Mit dem neuen Trainer Fred Harthaus setzte man zur Runde 1952/53 verstärkt auf den eigenen Nachwuchs. Mit Mittelstürmer Ernst Wechselberger (17-13) konnte sich auch ein Talent auf Anhieb profilieren, aber der Umbruch endete – auch begünstigt durch massive Verletzungsausfälle – in einem Desaster. Mit einem 5:2-Heimerfolg am 26. April 1953 gegen den 1. FC Nürnberg beendeten die „Löwen“ als Vorletzter die Runde und stiegen in die II. Division ab. Jetzt übernahm wieder Max Schäfer das Traineramt und „Kurti“ Mondschein war mit seinen 25 Treffern im zweiten Anlauf in der Saison 1954/55 einer der Hauptgaranten der Oberligarückkehr von 1860 München. Zwar kamen mit Johann Auernhammer und Alfons Stemmer hoffnungsvolle neue Leute in der Oberliga 1955/56 zum Zug und Zausinger war in 18 Rundenspielen aufgelaufen und hatte vier Treffer erzielt, aber mit nur 19:41 Punkten stieg 1860 sofort wieder in die 2. Liga Süd ab. Dort holten sich die „Löwen“ mit dem Rekord von 103:47 Toren die Meisterschaft in der 2. Liga und kehrten umgehend wieder in die Oberliga zurück.
Zausinger tat sich unter dem konservativen Trainer Hans Hipp schwer und konnte sich erst wieder als rechter Außenläufer in den Runden 1958/59 und 1959/60 einen Stammplatz in der Oberligaelf von 1860 erobern. Mit 28 Einsätzen gehörte er der Elf an, welche 1959/60 den 4. Rang belegte. Mit „Fonse“ Stemmer und Wolfgang Simon bildete er auch am 19. September 1959 bei einem 3:0-Auswärtserfolg beim 1. FC Nürnberg die Läuferreihe der „Löwen“, wie auch am 31. Januar 1960 beim 2:0-Heimerfolg gegen den Club.
Mit den drei verlorenen Startspieleinsätzen in der Saison 1960/61 gegen Eintracht Frankfurt (0:2), FC Bayern Hof (2:5) und den VfR Mannheim (1:7) im August 1960 endete die Spielerkarriere von „Wiggerl“ Zausinger.
Von Mitspieler Manfred Wagner ist überliefert: „Ludwig war unglaublich beliebt, hat immer geflachst und war für jeden Spaß zu haben. Sportlich hat die Mannschaft von seiner Erfahrung profitiert und junge Spieler wie ich konnten viel von ihm lernen.“ In der kleinen Fußball-Fibel von Richard Kirn und Alex Natan ist zu Zausinger notiert: „Der kleine, wirbelige und ungemein zähe ‚Sausinger‘ wandelte sich vom Rechtsaußen als ‚Kapitän‘ seiner körperlich größeren Kameraden zu einem ausgezeichneten Außenläufer, der als zäh haftende ‚Klette‘ seine Gegner zur Verzweiflung und zur ‚Aufgabe‘ bringen konnte. 90 Minuten unterwegs. Hans in allen Gassen.“